# Oria
Oria er en by og kommune i det sydøstlige Spanien i provinsen Almería. Den har et indbyggertal på 2.199 (2024) indbyggere.